# Eloy (Arizona)
Eloy es una ciudad ubicada en el condado de Pinal en el estado estadounidense de Arizona. En el censo de 2010 tenía una población de 16 631 habitantes y una densidad poblacional de 57,55 personas por km².

## Geografía
Eloy se encuentra ubicada en las coordenadas 32°44′35″N 111°35′55″O / 32.74306, -111.59861. Según la Oficina del Censo de los Estados Unidos, Eloy tiene una superficie total de 288,96 km², correspondiendo 288,8 km² a tierra firme y 0,16 km² (0,06%) es agua.

## Demografía
Según el censo de 2010, había 16 631 personas residiendo en Eloy. La densidad de población era de 57,55 hab./km². De los 16 631 habitantes, el 41,22% eran blancos, el 10,13% eran afroamericanos, el 3,43% eran amerindios, el 4,54% eran asiáticos, el 5,76% eran isleños del Pacífico, el 31,88% eran de otras razas y el 3,03% pertenecían a dos o más razas. Del total de la población el 58,01% eran hispanos o latinos de cualquier raza.